# Maria Königin des Friedens (Naujoji Vilnia)

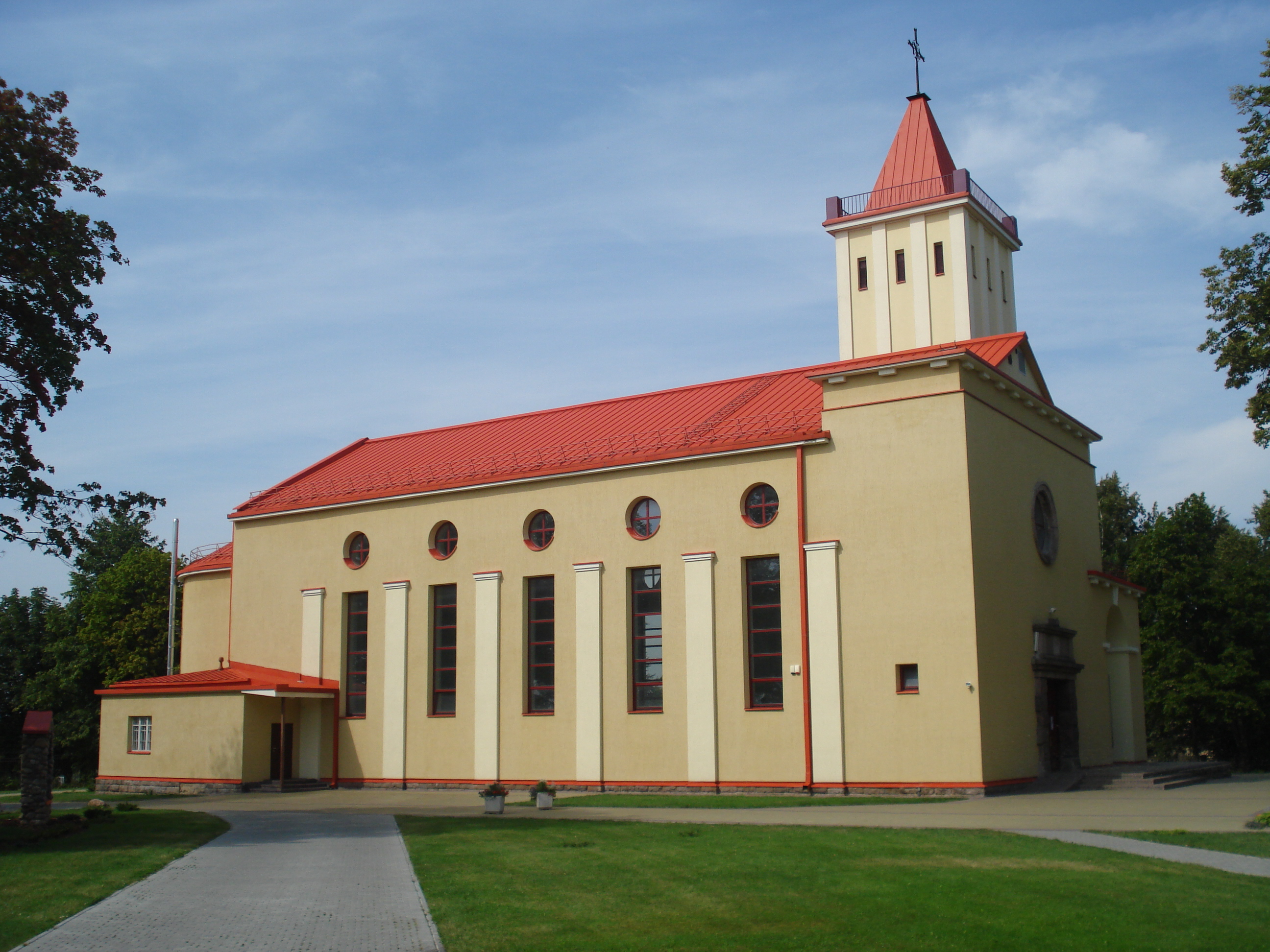

Maria Königin des Friedens Naujoji Vilnia (lit. Švč. Mergelės Marijos Taikos Karalienės bažnyčia) ist eine katholische Kirche in der litauischen Hauptstadt Vilnius, im Stadtteil Naujoji Vilnia, am Krankenhaus Naujoji Vilnia und Stadion Naujoji Vilnia. Die Messe wird polnisch und litauisch gehalten. Die Pfarrkirche ist die Hauptkirche im Dekanat Naujoji Vilnia, Erzbistum Vilnius.

## Geschichte
Ab 1903 bestand eine Krankenhauskapelle am Ort der heutigen Kirche. Der Kirchenbau wurde vor dem Zweiten Weltkrieg von Architekt Jan Borovski geplant. Sie sollte St.-Stanislav-Kostka geweiht werden. 1939 bauten polnische Soldaten die Kirche. Im Zuge des Weltkriegs wurde der Bau nicht fertiggestellt. 
Am 8. Juni 2002 wurde die neue Kirche geweiht.